# Denny Christianson
Dennis Richard „Denny“ Christianson (* 12. September 1942 in Rockford, Illinois; † 10. Februar 2021) war ein US-amerikanischer, in Kanada lebender Jazz-Trompeter, Komponist, Arrangeur und Bandleader.

## Biografie
Denny Christianson studierte an der US Navy School of Music in Washington, D.C., spielte dann von 1971 bis 1975 im Harrap's Casino in Lake Tahoe, anschließend war er bis 1980 als Studiomusiker (Arrangeur und Trompeter) in Los Angeles, bevor er 1980 den Ruf von Diane Dufresne nach Montreal folgte. Dort arbeitete als Musiker und Komponist für Studio-Orchester. Christianson unterrichtete 1983/84 an der Universität Montreal, 1986/87 an der Concordia University und 1988 bis 1990 an der McGill University. In Québec arbeitete er mit verschiedenen Big-Band-Formationen; von 1986 leitete er die CFQR (später CHAD) All-City Stage Band. Christiansons Arrangements wurden von verschiedenen Künstlern der Québecer Künstlerszene interpretiert, wie u. a. Diane Dufresne, Jano Bergeron, Jean Lapointe, Ginette Reno, Véronique Sanson oder Martine St-Clair.
Schon 1981 hatte er die 19-köpfige Denny Christianson Big Band gegründet, deren Repertoire Werke von US-amerikanischen Komponisten wie Curt Berg, Alf Clausen und Kim Richmond umfasst wie auch Eigenkompositionen Christiansons, wie „Straight“, „No Half Tone“, „Arlequin“, „More Pepper“. Die Band arbeitete vermehrt mit Gastsolisten, wie 1986 mit Ginette Reno und Michel Legrand, 1990 mit Shirley Bassey und 1991 mit Diane Schuur. 1987 traten sie auf dem North Sea Jazz Festival auf; 1989 gingen sie auf eine Skandinavien-Tournee. 1986 spielte Pepper Adams bei einem Charles-Mingus-Projekt (Suite Mingus) Christiansons mit, bei dem der Komponist Curt Berg Mingus-Titel wie „Slop“, Fables of Faubus und „1 x Love“ zur Suite „Three Hats“ verarbeitete.
Seit 2001 war Christianson Direktor für Musikalische Studien am Humber College von Toronto.
Er arbeitete im Laufe seiner Karriere mit Don Alias, Mose Allison, Louis Bellson, Tony Bennett, Dee Dee Bridgewater, Benny Carter, Ray Charles, Kenny Drew, Harry Sweets Edison, Jon Faddis, Steve Gadd, Bill Holman, The Jackson 5, J. J. Johnson, Diana Krall, Hubert Laws, Carmen McRae, Smokey Robinson, Ed Shaughnessy, Marvin Stamm, Kai Winding und Stevie Wonder zusammen.
Außerdem arbeitete Christianson bei mehreren Fernseh-Shows mit Sammy Davis Jr. zusammen, nahm zahlreiche Filmmusiken und Musik für Werbesendungen auf. Er war musikalischer Direktor für 15 TV-Shows. Christianson schrieb zudem zahlreiche Auftragswerke, zu denen auch ein Musical gehörte. Später leitete er eine kleinere Formation gemeinsam mit dem Pianisten Jan Jarczyk, mit dem das Album Goin' Places entstand.
Denny Christianson spielte außerdem sieben Alben für das Label Justin Time Records ein. Christianson war seit 1991 kanadischer Staatsbürger.

## Diskographische Hinweise
- Denny Christianson Big Band: Doomsday Machine (JustinTime, 1986)
- Suite Mingus (JustinTime, 1987)
- Denny Christianson Big Band: More Pepper (JustinTime, 1987)
- Denny Christianson Big Band: Shark Bait (JustinTime, 1994)
- Denny Christianson / Jan Jarczyk Featuring Pat LaBarbera: Goin' Places (JustinTime, 2007)

## Lexikalischer Eintrag
- Richard Cook, Brian Morton: The Penguin Guide to Jazz Recordings. 8. Auflage. Penguin, London 2006, ISBN 0-14-102327-9.